# Imelda Chiappa
Imelda Chiappa, po mężu Colleoni (ur. 10 maja 1966 w Sotto il Monte) – włoska kolarka szosowa, wicemistrzyni olimpijska oraz brązowa medalistka mistrzostw świata.

## Kariera
Pierwszy sukces w karierze Imelda Chiappa osiągnęła w 1987 roku, kiedy wspólnie z Francescą Galli, Robertą Bonanomi i Monicą Bandini zdobyła brązowy medal w drużynowej jeździe na czas na mistrzostwach świata w Wiedniu. Rok później wystartowała na igrzyskach olimpijskich w Seulu, gdzie w indywidualnym wyścigu ze startu wspólnego zajęła piętnastą pozycję. Jej największym osiągnięciem jest jednak wywalczenie srebrnego medalu w wyścigu ze startu wspólnego podczas igrzysk olimpijskich w Atlancie w 1996 roku. W zawodach tych wyprzedziła ją jedynie Francuzka Jeannie Longo, a trzecie miejsce zajęła Kanadyjka Clara Hughes. Na tej samej imprezie Włoszka była także ósma w indywidualnej jeździe na czas. Poza tym Chiappa zwyciężyła między innymi w Giro del Trentino Alto Adige - Südtirol w 1994 roku i Giro della Toscana w latach 1995 i 1997. Kilkakrotnie zdobywała medale szosowych mistrzostw Włoch, w tym złote w latach 1993, 1995 i 1997.